# 6G1型电力机车

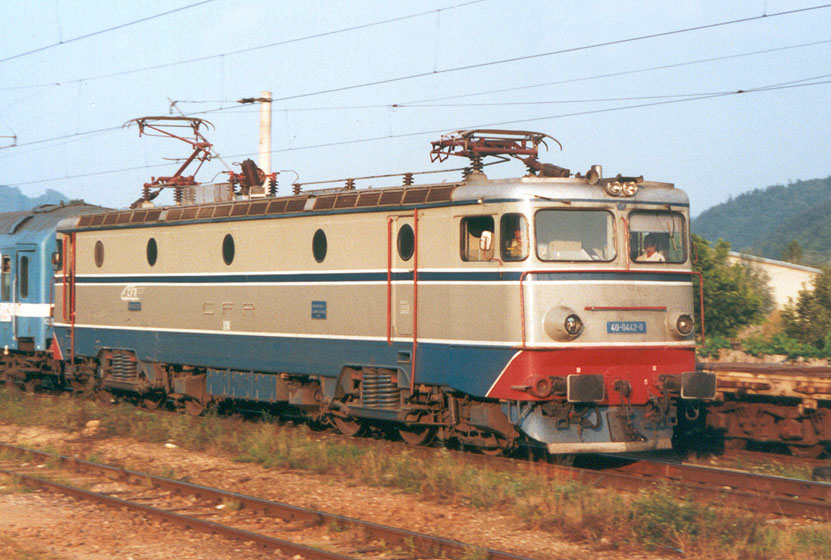
6G1型的原型车——CFR 40型

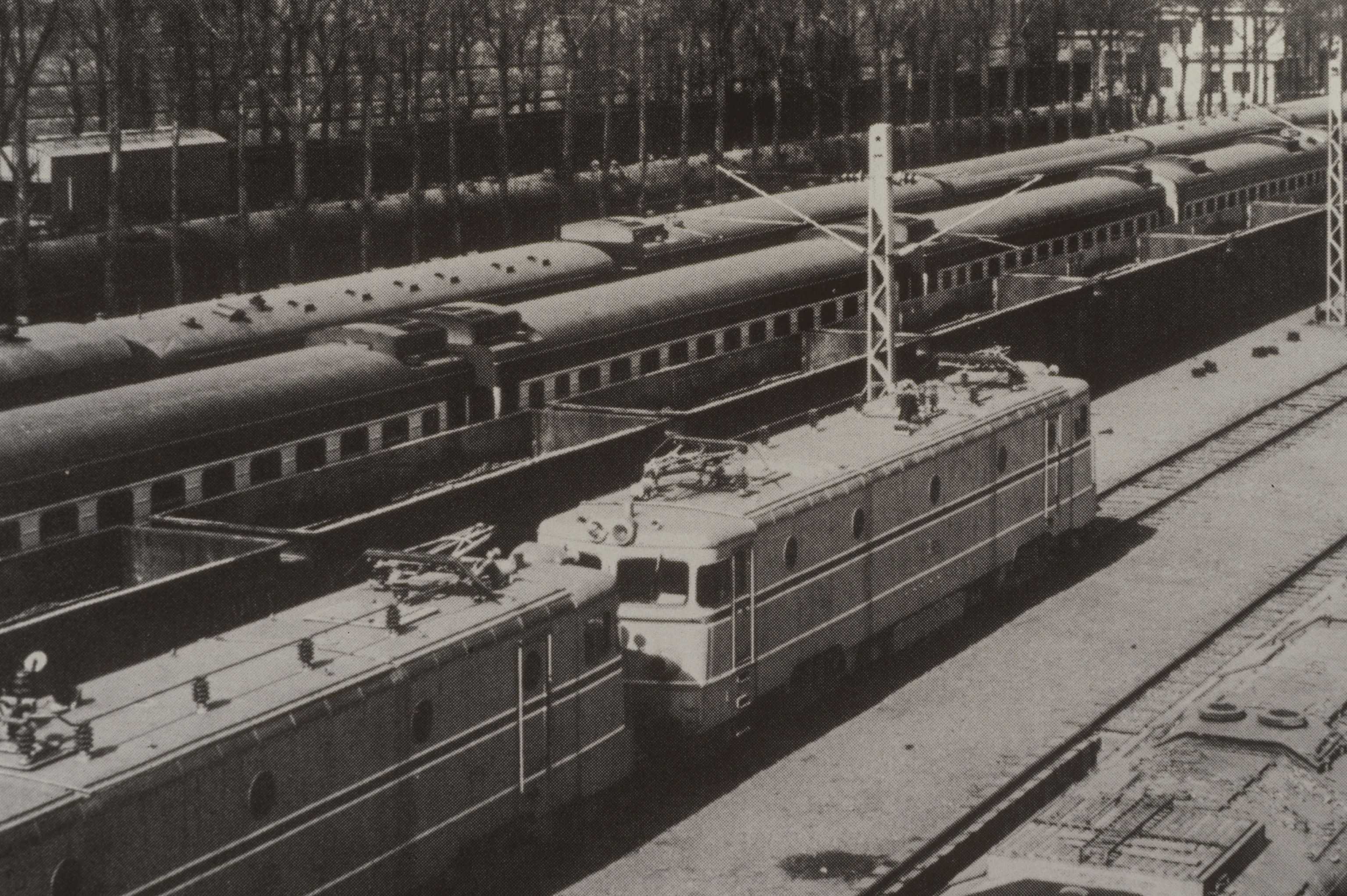
6G1型电力机车在中国国家铁道试验中心

6G1型电力机车是中国铁路使用的一种电力机车。

## 概要
6G1型电力机车由罗马尼亚国营克拉约瓦机车厂（Electroputere Craiova）制造，总数共2台（6G1-01至6G1-02）。1970年代初，为了满足宝成铁路在实现全线电气化后的运输需求，同时由于6Y2型机车开始老化，中国决定从国外进口一批大功率电力机车，6G1型机车和法国阿尔斯通的6G型电力机车同样是中国从国外引进的第二批电力机车。6G1型电力机车于1973年投入宝成铁路运用，同时6Y2型机车随即退居二线。6G1型电力机车为交—直流电传动电力机车，原型车是罗马尼亚国铁40型电力机车，功率5100千瓦，轴式Co-Co。

## 参看
- 6Y2型电力机车
- 6G型电力机车
- 韶山1型电力机车